# Барашкин, Владимир Михайлович
Владимир Михайлович Барашкин (5 ноября 1951, Саратов — 18 июня 2018, там же) — советский и российский спортсмен, игрок в настольный теннис. Многие годы входил в состав сборной России по спорту глухих. Бронзовый призёр в парном разряде Сурдлимпиады 1997 года в Копенгагене. Шестикратный призёр чемпионатов Европы среди инвалидов по слуху. Неоднократный чемпион и призёр чемпионатов России среди инвалидов по слуху. Двукратный чемпион СССР по настольному теннису среди глухих: в одиночном и в парном разряде (1988, 1991, соответственно). Мастер спорта России международного класса. Участвовал в подготовке многих спортсменов, включая чемпиона и неоднократного призёра чемпионатов России среди инвалидов по слуху Сергея Безденежного. Правша, играл в защитном стиле.

## Спортивные достижения

### Сурдлимпиады
В 1997 году Владимир Барашкин в паре с Андреем Когдиным стал бронзовым призёром в парном разряде летних Сурдлимпийских игр в Копенгагене. Всего он три раза участвовал в летних Сурдлимпиадах: в 1997, 2001 и 2005 гг. В одиночном разряде самой высокой позицией был четвертьфинал в 2005 году; в командном разряде — 4-е место в 1997 году.

### Чемпионаты Европы
На счету Владимира Барашкина 2 серебряных и 4 бронзовых медалей чемпионатов Европы среди глухих:
- В 1987 году в составе сборной СССР в Будапеште Владимир Барашкин завоевал серебряную и бронзовую медали чемпионата Европы среди глухих: в командном разряде и в миксте вместе с Мариной Ванишевской, соответственно[6].
- В 2003 году на чемпионате Европы в Будапеште В. Барашкин и С. Безденежный стали вторыми в парном разряде, российская мужская команда при участии В. Барашкина заняла третье место в командном разряде[7].
- В 2007 году на чемпионате Европы в Мальмо В. Барашкин дважды стал бронзовым медалистом: в одиночном и командном разрядах[8].